# Neostenanthera myristicifolia
Neostenanthera myristicifolia (Oliv.) Exell – gatunek rośliny z rodziny flaszowcowatych (Annonaceae Juss.). Występuje w południowej części Nigerii, Kamerunie, Gabonie, Republice Środkowoafrykańskiej oraz Demokratycznej Republice Konga. 

## Morfologia
PokrójZimozielony krzew dorastający do 2–5 m wysokości.
LiścieMają kształt od podłużnie eliptycznego do podłużnie odwrotni jajowatego. Mierzą 7–30 cm długości oraz 3–12 cm szerokości. Nasada liścia jest od zaokrąglonej do rozwartej. Blaszka liściowa jest o spiczastym wierzchołku. Ogonek liściowy jest mniej lub bardziej owłosiony i dorasta do 6–12 mm długości.
KwiatySą pojedyncze lub zebrane w pary, rozwijają się w kątach pędów. Mają zielony kolor, później przebarwiając się na żółtawo. Działki kielicha mają trójkątny kształt i dorastają do 1–2 mm długości. Płatki zewnętrzne są mięsiste, mają lancetowaty kształt i osiągają do 10–30 mm długości, natomiast wewnętrzne są trójkątnie owalne i mierzą 8–10 mm długości. Kwiaty mają owłosione owocolistki o cylindrycznym kształcie i długości 2 mm.
OwocePojedyncze mają kształt od jajowatego do elipsoidalnego, zebrane w owoc zbiorowy. Są osadzone na szypułkach. Osiągają 9–15 mm długości.

## Biologia i ekologia
Rośnie w lasach.